# ウェスト・コースト・コンピュータ・フェア
ウェスト・コースト・コンピュータ・フェア（英語: West Coast Computer Faire; WCCF）とは、かつてサンフランシスコを中心に年次開催されていたコンピュータ産業の会議および見本市。最初の開催は1977年にジム・ウォーレンとボブ・レーリングによって計画された。当時としては世界で最も大規模なコンピュータ見本市で、家庭へのパーソナルコンピュータの普及を意図したものであった。ウェストコーストPCフェア (West Coast PC Faire) はより特化した見本市として実施された。しかし、Appleが同じPCベースの見本市であるCOMDEX以外での出展は断るようになり、ウェスト・コースト・コンピュータ・フェアへの出展も切り上げた。1983年、ウォーレンは見本市の権利を300万ドルでプレンティス・ホールに売却し、後にインターフェース・グループやCOMDEXのオーナーであるシェルドン・アデルソンに売却された。1991年までに計16回の見本市が開催された。ウォーレンが見本市を売却した後、数年の興隆を経てすぐに衰退した。

## 歴史
最初の見本市は1977年4月16日から17日にかけてサンフランシスコ・シビック・オーディトリウムとブルークスホールで開催された。この出来事はパーソナルコンピュータ産業の始まりとされることがある。そこではチャック・ペドルがPET 2001を初めて披露し、21歳のスティーブ・ジョブズとスティーブ・ウォズニアックがApple IIのプレゼンテーションを行っていた。この見本市でジョブズはApple IIをESDラボラトリの水島敏雄（後に日本で最初のアップル製品正規代理店を営む）に紹介した。来場者にはTK-80やPC-8001の開発を主導した後藤富雄やアスキー出版を立ち上げることになる西和彦も含まれていた。そこではインテル、MITS、デジタルリサーチを含むおよそ180の展示があり、12000人以上が来場した。
第2回ウェスト・コースト・コンピュータ・フェアは1978年3月3日から5日にサンノゼ・コンベンション・センターで開催された。この催しでは最初のマイクロコンピュータ・チェス・トーナメントが行われ、Sargonが勝利を収めた。この見本市についてアスキー誌は「ホビイストは見放されたか？」という見出しを付けたリポート記事にて次のように評している。
前回のTRS-80のように、人の目を強く引きつけるようなスタンドアローンシステムは、残念ながら出てこなかった。（中略）今回出展されている機器を統合してみると、大まかに2つの流れが見出せる。ホビイスト向けの製品であるか、スモールビジネス向けの製品であるかである。（中略）実際、コンピューターショップでも、売れてゆく製品の用途はホビー70、ビジネス30とか50/50という。さらに、ここ数年のうちに30/70になるのは明白だという。これは今の日本ではとても考えられないことで、日本もそうなっていくかどうか、という意味でも、非常に興味深いフェアだった。—「第2回ウェスト・コーストコンピュータフェア速報」『ASCII』第2巻第4号、アスキー、ISSN 03865428。
第3回ウェスト・コースト・コンピュータ・フェアは1978年11月3日から5日にロサンゼルス・コンベンション・センターで開催された。
第4回ウェスト・コースト・コンピュータ・フェアは1979年5月に開催され、ダン・ブリックリンが最初のパソコン用表計算ソフトとなるVisiCalcのデモンストレーションを行った。
第5回ウェスト・コースト・コンピュータ・フェアは1980年3月に開催され、マイクロソフトが同社初のハードウェア製品、Apple IIでCP/Mを動作可能にするZ-80 SoftCardを発表した。
第6回ウェスト・コースト・コンピュータ・フェアは1981年4月に開催され、アダム・オズボーンがOsborne 1を発表した。
第7回ウェスト・コースト・コンピュータ・フェアは1982年3月19日から21日に開催された。シビック・オーディトリウムのバルコニーやブルークスホールのトイレへの通路を含め、全ての展示スペースが貸し出された。これが最盛期となった。
第9回以降はモスコーニ・センターで開催されるようになった。第10回の見本市の後、ブルース・ウェブスターはBYTE誌へ次のように投稿している。
ウォレンはやっと売却を打ち出した。見本市は縮小している。これはまだ死んではいないだろうが、もはや数年前のような影響力のある展示会ではなくなっている。IBM、アップル、AT&Tによる巨大なブースがなければ、見本市は他の小規模でローカルなエンドユーザーショーのようになっていただろう。モスコーニ・センターへの移転はその印象を和らげるものではなかった。メインフロアの大部分が未使用で、規模が縮小された見本市という印象であったことを付け加えておく。—Webster, Bruce (1985年9月). “West Coast Faire, Mac Stuff, and the Amiga”. BYTE:  pp. 401 2016年3月20日閲覧。
第16回ウェスト・コースト・コンピュータ・フェアは1991年5月30日から6月2日までモスコーニ・センターで開催された。